# 比卡茲峽谷-赫什馬什國家公園
46°48′43″N 25°49′08″E / 46.81198°N 25.81894°E

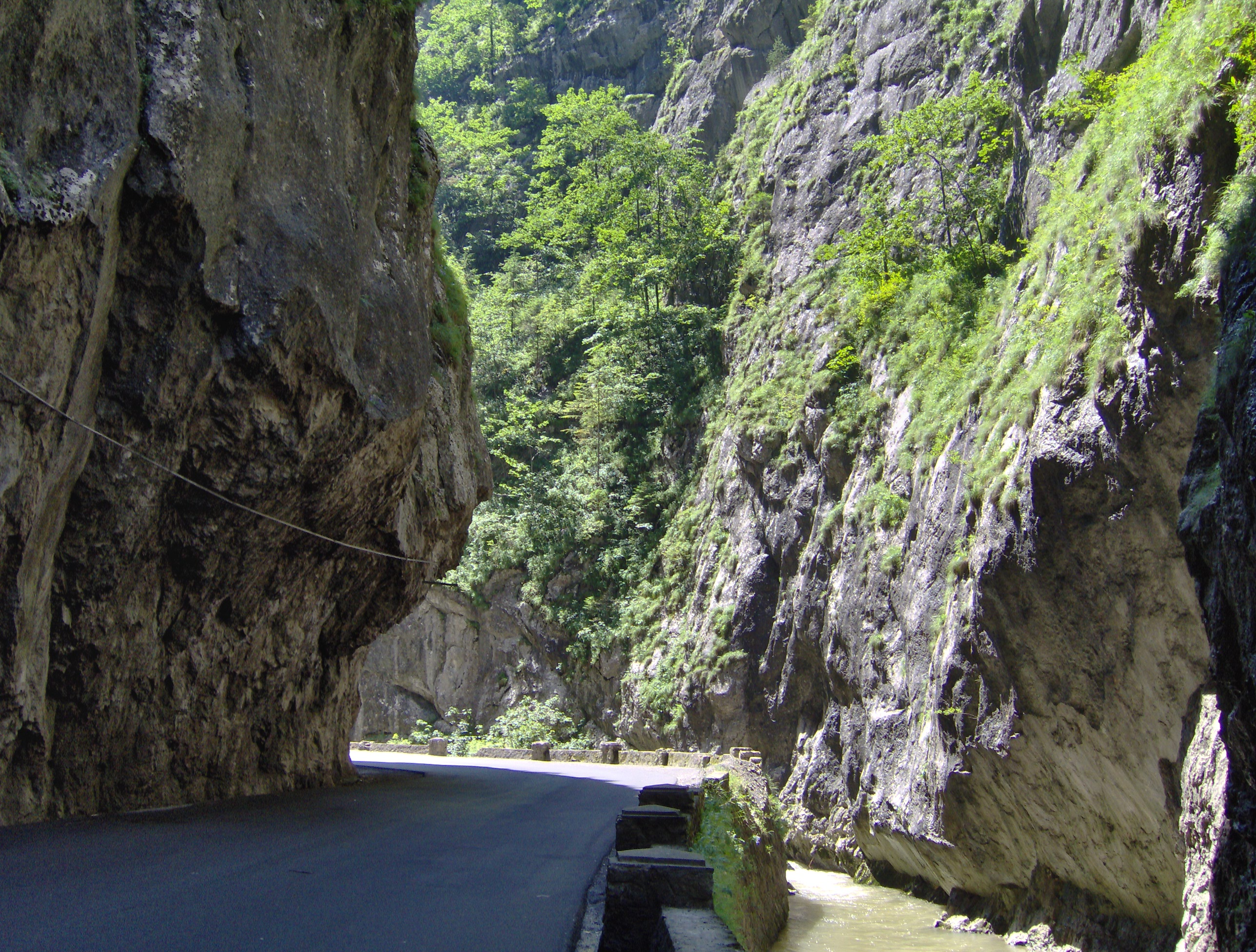

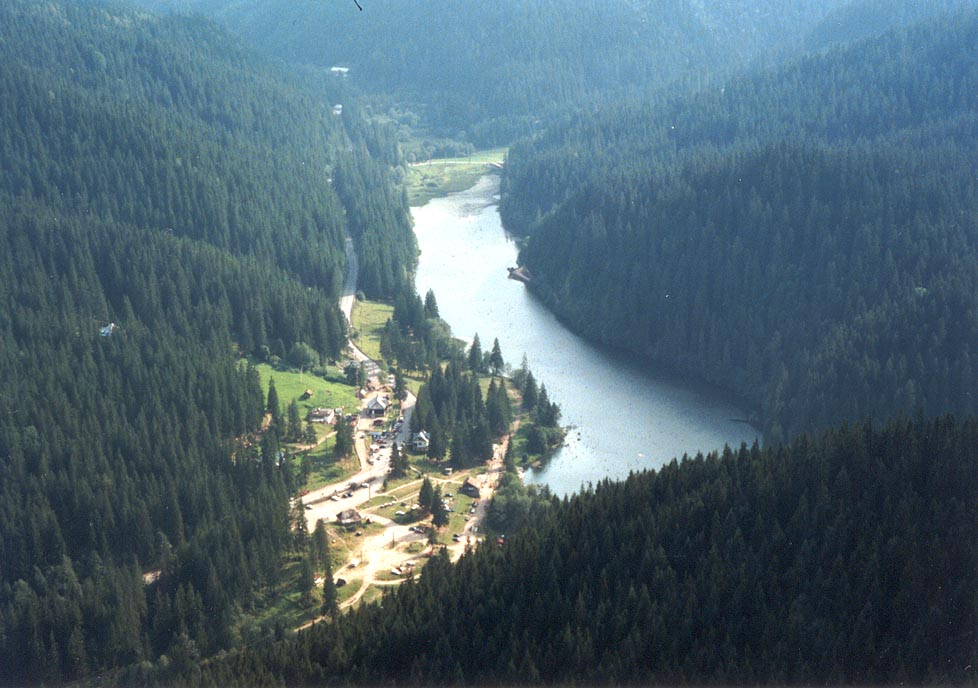

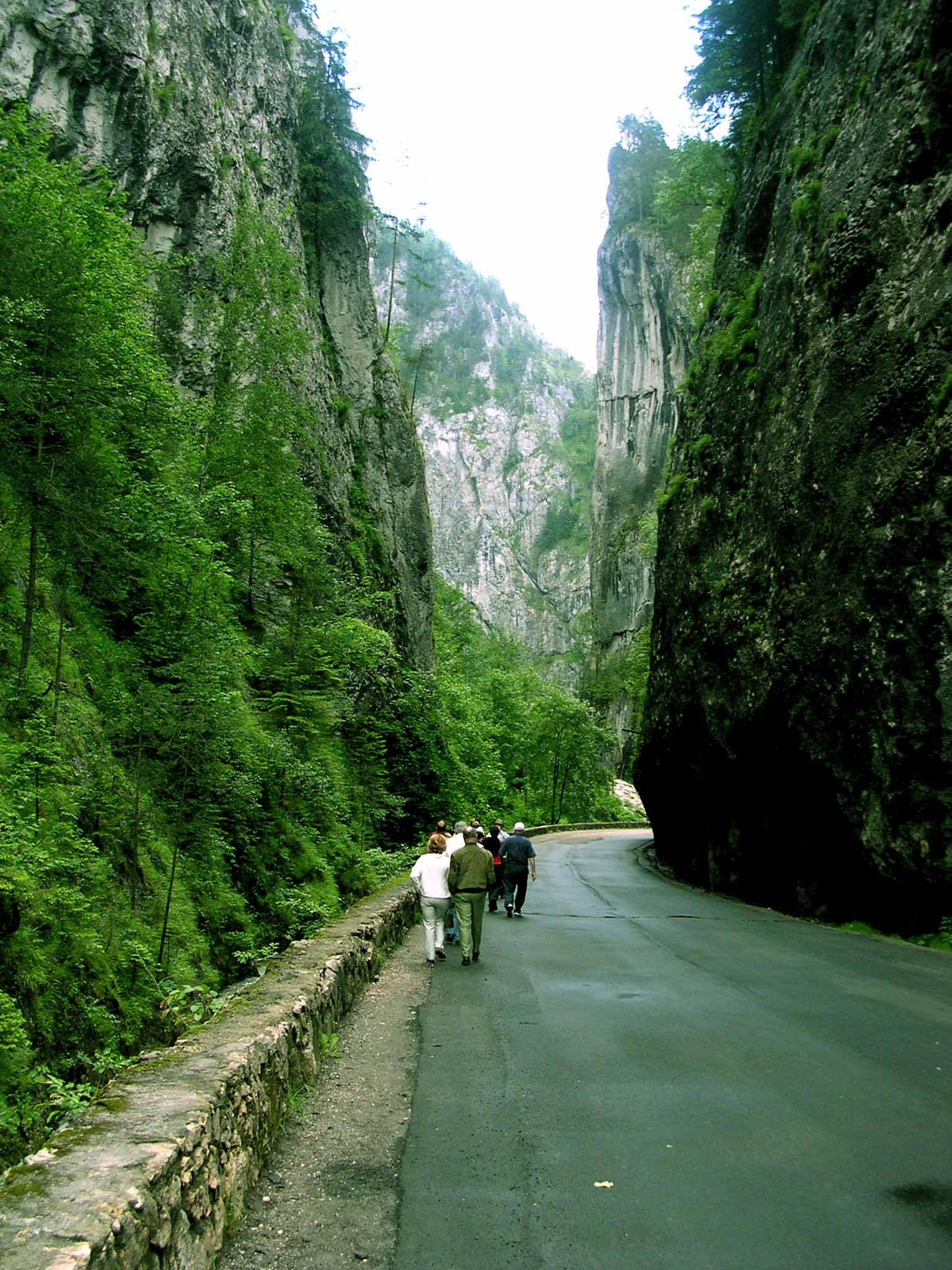

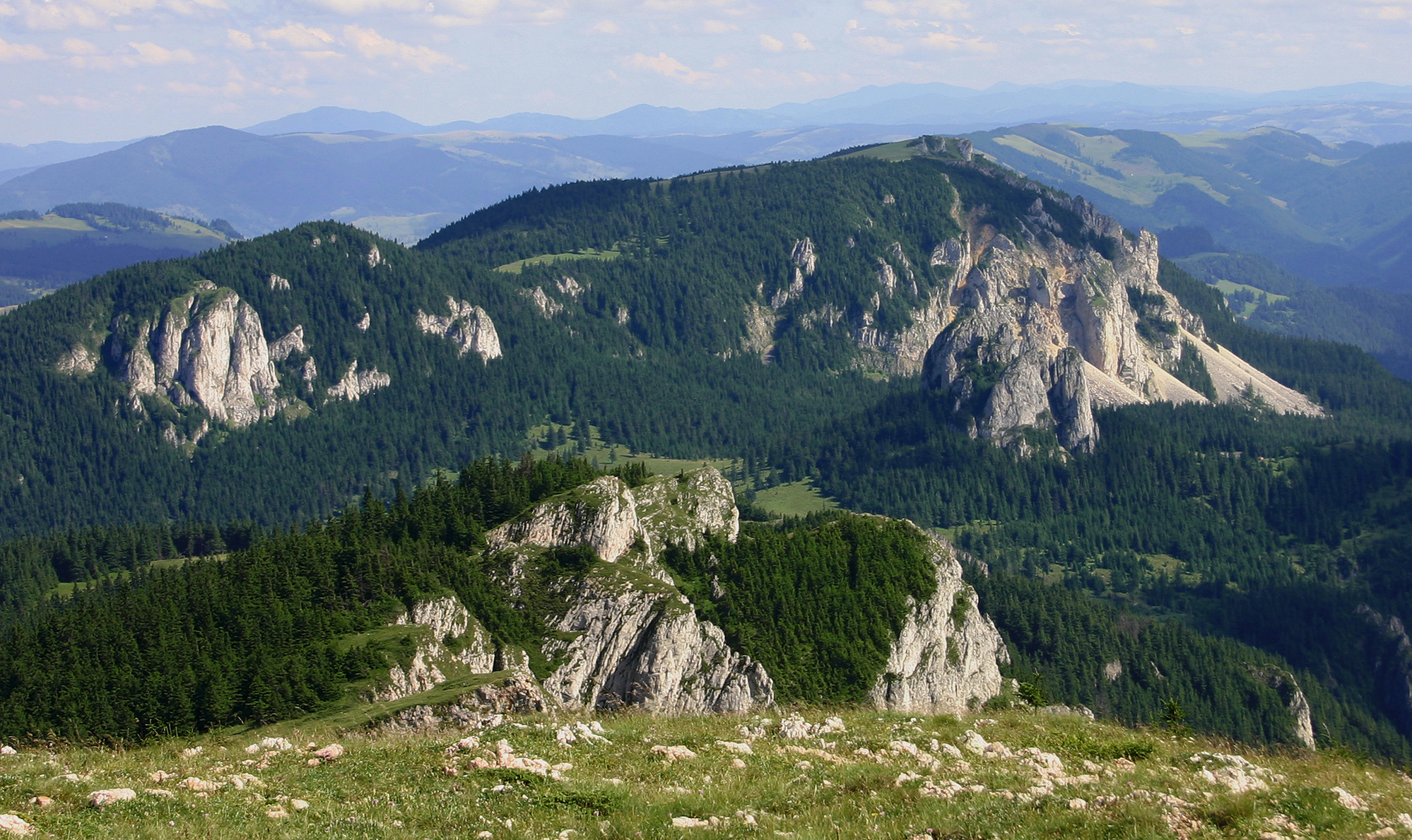

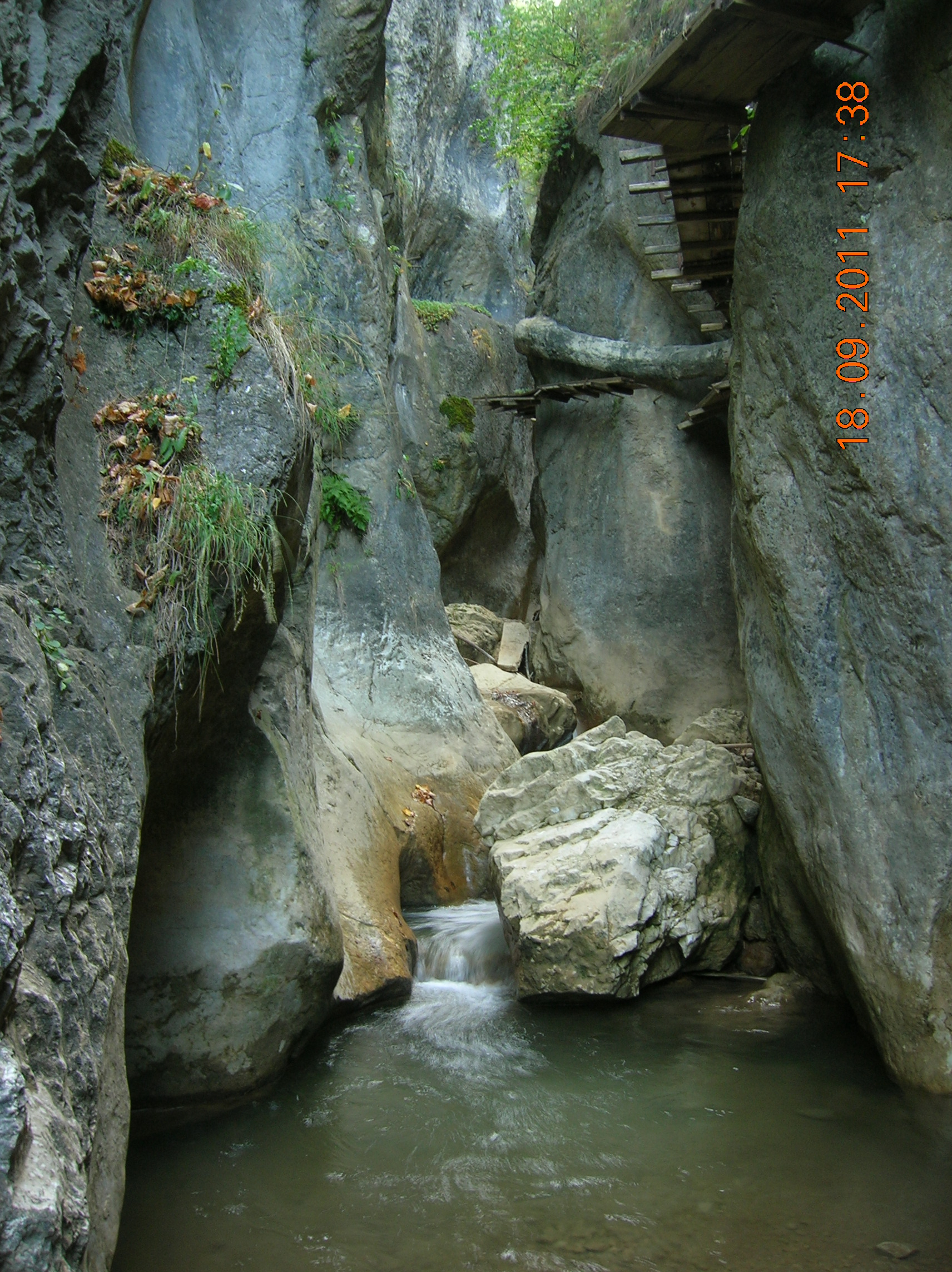

比卡茲峽谷-赫什馬什國家公園是羅馬尼亞的國家公園，位於該國東北部，橫跨尼亞姆茨縣和哈爾吉塔縣，處於喀爾巴阡山脈東部，成立於1990年，面積66平方公里。